# آداجو برای سازهای زهی
آداجو برای سازهای زهی یک قطعهٔ موسیقی برای ارکستر سازهای زهی، تنظیم ساموئل باربر، آهنگساز آمریکایی، از اولین کوارتت زهی اوست.

## پیدایش
«آداجو برای سازهای زهیِ» باربر در واقع موومان دوم کوارتت زهی شمارهٔ ۱ او، اُپوس ۱۱، ساختهٔ ۱۹۳۶ است. باربر در حال گذراندن تابستان با شریکِ زندگی‌اش جان کارلو مِنوتی (آهنگساز ایتالیایی و هم‌کلاسی‌اش در مؤسسهٔ موسیقی کرتیس) در اروپا بود. او در این مدت آداجو را ساخت. در اصل، این قطعه بعد از موومان اول شدیداً مباین آغاز می‌یابد و با یک بازکوب کوتاه موسیقی دنبال می‌شود.
در ژانویهٔ ۱۹۳۸ باربر قطعه را برای آرتورو توسکانینی، رهبر ارکستر نامدار، فرستاد. توسکانینی، پارتیتور را بدون هیچ اظهار نظری پس فرستاد و موجب دلگیری و دوری جستن باربر شد. متعاقباً توسکانینی به واسطهٔ یک دوست به اطلاع باربر رساند که فکر اجرای قطعه را در سر می‌پرورانَد و نُت‌ها را برگردانده، چرا که آن را از حفظ شده‌است. گفته می‌شود توسکانینی تا قبل از روزِ اجرای جهانی، هرگز بار دیگر به نت‌ها نگاه نینداخته بود.
اولین اجرای آرتورو توسکانینی به همراه ارکستر سمفونیک ان‌بی‌سی در روز ۵ نوامبر ۱۹۳۸ در نیویورک از رادیو پخش شد.
این آهنگساز همچنین در سال ۱۹۶۷ قطعه را برای کُر ۸ قسمتی بازنویسی کرد، به‌عنوان آنگوس دِی (Angus Dei) به‌معنی «برهٔ خدا».

## شهرت و تأثیرها
ضبط اجرای بار اول جهانی سال ۱۹۳۸ توسط ارکستر ان‌بی‌سی به رهبری آرتورو توسکانینی در سال ۲۰۰۵ برای نگهداری همیشگی در گنجینه ملی ضبط در کتابخانهٔ کنگرهٔ ایالات متحده برگزیده شد.
در مراسم ختم گریس، شاهزادهٔ موناکو و ختم آلبرت اینشتین این قطعه اجرا شد. برخلاف باور عمومی، این قطعه در مراسم ختم فرانکلین دلانو روزولت اجرا نشد، بلکه در هنگام اعلام فوتش در رادیو پخش شد. در سال ۲۰۰۱ و در آخرین شب پرام در رویال آلبرت هال، در مجلس یادآوری قربانیان حملات ۱۱ سپتامبر، به جای موسیقی‌های تند ریتم میهن‌پرستانه، این قطعه اجرا شد. در جشن‌های افتتاحیهٔ المپیک زمستانی ونکوور ۲۰۱۰ نیز این قطعه اجرا شد.
در سال ۲۰۰۴، شنوندگان برنامهٔ امروز بی‌بی‌سی آداجو را به عنوان «غمگین‌ترین کلاسیک همهٔ اعصار» بالاتر از «سوگواری دایدو» از دایدو و آینیس ساختهٔ هنری پرسل، «آداجییتو» از سمفونی پنجم گوستاو مالر، «متامورفوسن» ریچارد اشتراوس، و «یکشنبهٔ غمناک» بیلی هالیدی انتخاب کردند.
آداجو برای سازهای زهی را در میان موسیقی متن بسیاری فیلم‌ها، برنامه‌های تلویزیونی، و بازی‌های ویدئویی می‌توان شنید: جوخه، فیلم برندهٔ اسکار الیور استون؛ مرد فیل‌نما، فیلم ۱۹۸۰ نامزد اسکار دیوید لینچ؛ سیکو، مستند ساختهٔ مایکل مور؛ روغن لورنزو؛ یک چیز خیلی طبیعی و آمِلی، فیلم ۲۰۰۱ نامزد اسکار ژان-پیر ژونه.
در میان کارهای تلویزیونی، در قسمتی از سیمپسون‌ها، ساوث پارک، ساینفلد، و عشق بزرگ نیز این قطعه شنیده می‌شود.
اجرایی از این آهنگ توسط ارکستر سمفونیک لندن برای دوره‌ای پر فروش‌ترین آهنگ آی‌تونز بود.
این قطعه در نوع موسیقی رقصی الکترونیک، بخصوص ترنس بسیار معروف است. هنرمندانی که این کار را بازآفرینی کرده‌اند شامل آرمین ون بیورن، ویلیام اوربیت، فری کورستن، و تییستو هستند. تنظیم کورستن توانست در جدول تک‌آهنگ‌های بریتانیا به مقام چهارم صعود کند. این آهنگ بخاطر حس خاصی که القاء می‌کند در بسیاری آلبوم‌ها و گردآوری‌ها آمده‌است.